# كلوتيلد كريسبو دي أرفيلو
كلوتيلد كريسبو دي أرفيلو (لوس تيكيس ميراندا 19 سبتمبر 1887 - 1959) شاعرة وروائية فنزويلية. تنتمي إلى المركز الوطني للسيدات الكاثوليكيات، وعاشت في بلازا سوكري دي كاراكاس. تشمل أعمالها انطباعات من رحلة إلى الولايات المتحدة (1915) وزهور الدفيئة (1921) وعبر جبال الأنديز (1926) ودي لوس بريديوس ديل سينور (1927) ورؤى أوروبا (1928). تزوجت من إنريكي أرفيلو الوكيل الأمريكي الجنوبي لشركة تشالمرز للسيارات في ديترويت ميشيغان في الولايات المتحدة.